# Gustav Adolf
Gustav al II-lea Adolf (n. 9/19 decembrie 1594, Stockholms kommun, Comitatul Stockholm, Suedia – d. 6/16 noiembrie 1632, Lützen, Saxonia-Anhalt, Germania) provine din familia Wasa fiind rege al Suediei între anii 1611 și 1632. A fost un rege cu importanță deosebită pentru istoria Suediei în general și în mod deosebit pentru acțiunile sale din  războiul de treizeci de ani. El a contribuit prin acțiunile lui politice și militare la o hegemonie suedeză în secolul XVIII-lea în nordul Europei.

## Războiul de treizeci de ani
Intervenția lui Gustav Adolf în acest război, în etapa suedeză, are loc într-un moment în care situația protestanților germani era deznădăjduită din cauza înfrângerii suferite de ei în fața trupelor imperiale conduse de Wallenstein. După o perioadă de șovăieli a prinților protestanți germani,  regele Suediei se aliază cu Prințul Saxoniei și Hessen-Kassel, învingând armata imperială catolică la Breitenfeld (17 septembrie 1631), a cărei conducător nu mai era Wallenstein, care căzuse în dizgrație creșterea puterii lui Wallenstein era privită cu neîncredere de împărat Ferdinand al II-lea, aliații protestanți (Uniunea Protestantă (1608-1621) alcătuită din opt prinți germani și 17 orașe protestante) reușind să respingă trupele împăratului până în Bavaria.
Wallenstein fiind readus la conducerea trupelor catolice, respinge armata suedeză și a aliaților protestanți. La 6 noiembrie 1632 în bătălia de la Lützen (Saxonia) cu pierderi multe de ambele părți, în care suedezii reușesc în cele din urmă să domine câmpul de luptă, Gustav II. Adolf cade în luptă, într-o șarjă a cavaleriei pe care o conduce personal, în ciuda atenționărilor primite. Luptele fiind mai departe conduse de cancelarul său Axel Oxenstierna, fiica regelui Suediei Christina I fiind minoră. Cancelarul, Axel Oxenstierna încheie cu protestanții franci, șvabi și din Valea Rinului un pact de alianță Heilbronner Bund (1633–1634). Adversarul cel mai capabil al protestanților, Wallenstein este omorât la data de 26 februarie 1634 în Eger (Boemia) (azi Cehia). În același an trupele imperiale obțin prima izbândă hotărâtoare împotriva armatei suedeze la Nördlingen sub conducerea generalului Bernhard von Sachsen-Weimar.
Gustav Adolf este considerat ca erou și salvator al protestantismului german, fiind supranumit „Leul din nord“. Planurile sale politice erau răspândirea protestantismului și așezarea pe tronul imperial a unui prinț protestant aliat și sub protectoratul Suediei.